# Camchaya tenuiflora
Camchaya tenuiflora là một loài thực vật có hoa trong họ Cúc. Loài này được Kerr mô tả khoa học đầu tiên năm 1935.